# Melih Kor
Melih Kor, pseudonimo di Melih Köroglu (Norimberga, 26 marzo 1994), è un disc jockey, produttore discografico e remixer di musica progressive house e trance tedesco di origine turca.

## Biografia
È nato come Melih Köroglu il 26 marzo 1994 a Norimberga.
Melih Kor incarna l'arte elaborata e la musica incantevole. Anche in tenera età, ha ascoltato musica elettronica, ad esempio Mr. Oizo negli anni '90 e Daft Punk.
Alcuni anni fa è entrato in produzione e DJ per il suo fascino per la musica elettronica, quindi si è avvicinato a questo business per creare il suo stile unico. Le sue principali ispirazioni sono e saranno sempre Daft Punk, Armin van Buuren, Eric Prydz, Paul van Dyk e Above & Beyond.

## Discografia

### Singoli
- Brace Yourself (2015)
- Night Rider (2016)
- Verona / Departure (2017)
- Signature Code (2017)